# Nymphula hillii
Nymphula hillii là một loài bướm đêm trong họ Crambidae.